# Nederasselt

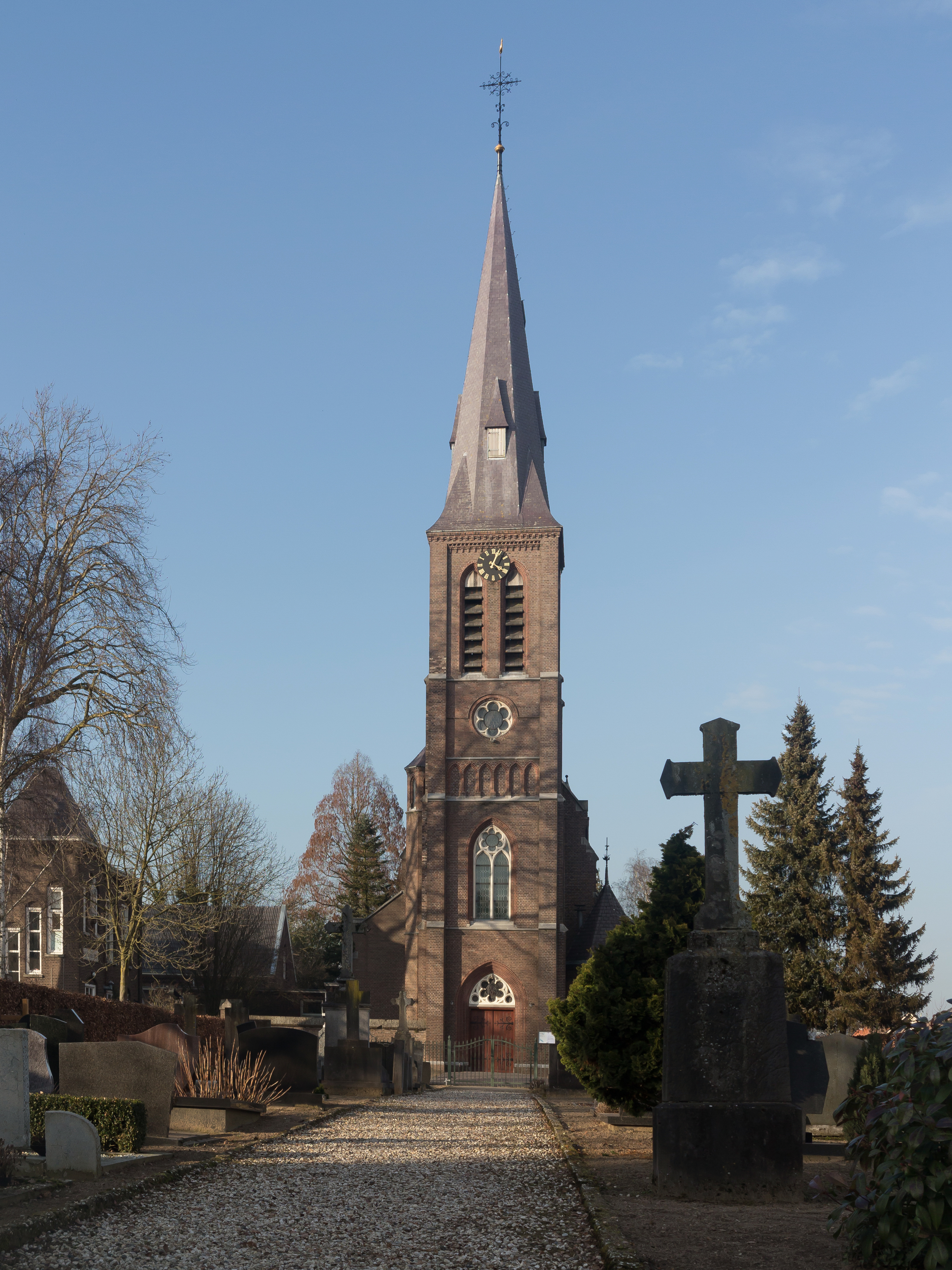
Nederasselt, l'église catholique

Nederasselt est un village de la commune néerlandaise de Heumen, dans la province de Gueldre. Le 1er janvier 2008, le village comptait 743 habitants.
Nederasselt faisait partie de la commune d'Overasselt jusqu'au 1er janvier 1984. À cette date, la commune d'Overasselt a été rattachée à celle de Heumen.